# Cédric Sire
Œuvres principales
- La Saignée (livre)
- Vindicta
- Du feu de l'enfer
- De fièvre et de sang
- Le Premier Sang
- Le Jeu de l'ombre
- L'Enfant des cimetières

Compléments
Vocaliste du groupe Angelizer
Cédric Sire, né le 24 octobre 1974 à Saint-Gaudens, est un écrivain français auteur de thriller.
Jusqu'en 2018 il utilisait le nom de plume « Sire Cédric » — son vrai nom et son vrai prénom inversés. Selon l'auteur, ce pseudonyme initial « demeurait malheureusement très (trop) connoté imaginaire / fantasy, alors que mes livres ne relèvent plus de cette étiquette ». Il est donc revenu à « Cédric Sire », avec le nom et le prénom dans le bon ordre.

## Biographie

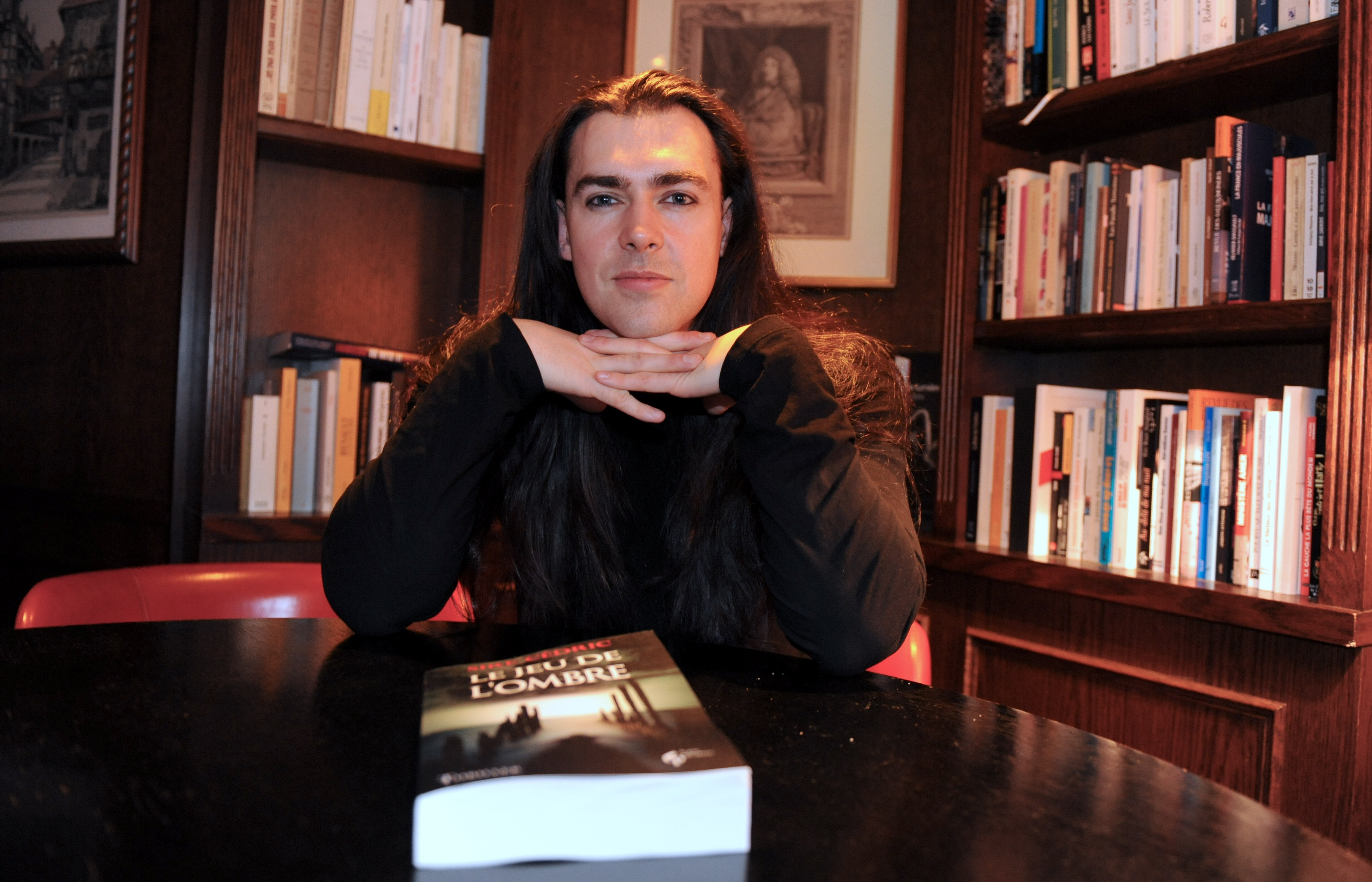
Sire Cédric, le 17 mars 2011 à Paris.

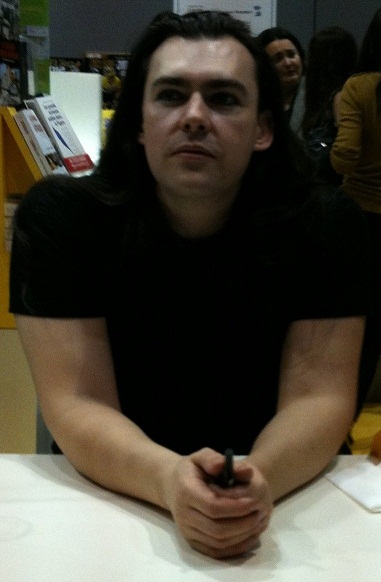
Cédric Sire au salon du livre 2012.

Il grandit à Saint-Geniez-d'Olt dans l'Aveyron.
Après des études d’anglais, il travaille quelques années dans le milieu de l’édition, du journalisme et de la traduction, tout en publiant dans les pages de magazines des nouvelles fantastiques et policières inspirées par les films d'Alfred Hitchcock ou de David Lynch, les romans de Stephen King, d'Harlan Coben ou de Michael Connelly.
Depuis 2005, il se consacre entièrement au métier d'écrivain, publiant des thrillers souvent teintés de surnaturel.
En 2010, il reçoit le prix Masterton pour son roman L'Enfant des cimetières ainsi que le prix Polar (festival de Cognac) pour son thriller De fièvre et de sang. En 2014, il reçoit le prix Littéraire Histoires de Romans pour son thriller fantastique, La Mort en tête. En 2022, il reçoit le prix Méditerranée Polar 2022 et le prix Polar des Petits Mots des Libraires pour son thriller à suspense La Saignée. En 2023, il reçoit, toujours pour La saignée, le Prix des Lecteurs 2023 du Livre de Poche, catégorie Polar.
Ses livres sont traduits en plusieurs langues, dont l'anglais, le polonais, le persan ou encore le turc,,.
Il a également été vocaliste du groupe de death metal Angelizer.
En janvier 2025, il est le parrain du Prix du Jury « jeunes » à la 32e édition du Festival international du film fantastique de Gérardmer.
En mars 2025, il intègre La Ligue de l'Imaginaire, aux côtés de Maxime Chattam, Franck Thilliez, Bernard Werber, Olivier Norek ou Bernard Minier.
Cédric Sire vit et écrit à Toulouse.
À ce jour, il est l’auteur de onze romans et de six recueils de nouvelles.

## Œuvres

### Romans

#### SérieAlexandre Vauvert
- L'Enfant des cimetières (Thriller fantastique) - Prix Masterton 2010 du roman francophone
  - Paris : Pré-aux-Clercs, coll. "Thriller gothique", 03/2009, 432 p.  (ISBN 978-2-84228-357-5)
  - Paris : France Loisirs, 12/2009, 525 p.  (ISBN 978-2-298-02862-1)
  - La Roque-sur-Pernes : VDB, 07/2010. 1 CD-ROM.  (ISBN 978-2-84694-860-9)
  - Paris : Pocket Thriller no 14398, 03/2011, 533 p.  (ISBN 978-2-266-20365-4)

- Le Jeu de l'ombre (Thriller fantastique)
  - Paris : Pré-aux-Clercs, coll. "Thriller", 03/2011, 480 p.  (ISBN 978-2-8422-8432-9)
  - Paris : France Loisirs, 2011, 572 p.  (ISBN 978-2-298-04905-3)
  - La Roque-sur-Pernes : VDB, coll. "Thriller gothique", 03/2011. 2 disques compact audio Format MP3.  (ISBN 978-2-84694-921-7). Texte intégral interprété par Hervé Lavigne, José Heuzé, Véronique Groux de Miéri.
  - Paris : Pocket Thriller no 15065, 09/2012, 601 p.  (ISBN 978-2-266-22395-9)

#### SérieSvärta et Vauvert
- De fièvre et de sang (Thriller fantastique) - Prix Polar Cognac 2010 et Prix Ciné+ Frisson 2011
  - Paris : Pré-aux-Clercs, coll. "Thriller", 03/2010, 456 p.  (ISBN 978-2-84228-373-5)
  - La Roque-sur-Pernes : VDB, coll. "Thriller gothique", 11/2010. 1 disque compact audio Format MP3.  (ISBN 978-2-84694-890-6). Texte intégral interprété par Véronique Groux de Miéri, José Heuzé, Muranyi Kovacs.
  - Paris : France Loisirs, 2011, 531 p.  (ISBN 978-2-298-04257-3)
  - Paris : Pocket, coll. "Thriller" no 14636, 03/2012, 582 p.  (ISBN 978-2-266-21264-9)
  - Paris : Harper Collins, coll. "HarperCollins poche Thriller", 05/2025, 574 p.  (ISBN 979-10-339-1675-8)

- Le Premier Sang (Thriller fantastique)
  - Paris : Pré-aux-Clercs, coll. "Thriller", 03/2012, 516 p.  (ISBN 978-2-84228-468-8)
  - Paris : France Loisirs, 2013.
  - Pocket Thriller no 15677, 11/2013, 655 p.  (ISBN 978-2-266-24319-3)
  - La Roque-sur-Pernes : VDB, 2014. 2 CD MP3 (14 h 43 min).  (ISBN 9782366370188). Texte intégral interprété par Véronique Groux de Miéri, José Heuzé, Jean-Christophe Lebert.

- La Mort en tête (Thriller fantastique)
  - Paris : Pré-aux-Clercs, coll. "Thriller", 11/2013, 554 p.  (ISBN 978-2-84228-512-8)
  - La Roque-sur-Pernes : VDB, 2013.
  - Paris : France Loisirs, 2014, 724 p.  (ISBN 978-2-298-08844-1)
  - Paris : Pocket Thriller n° 15959, 10/2015, 691 p.  (ISBN 978-2-266-25071-9)
  - Paris : HarperCollins, coll. "HarperCollins poche Thriller" n° n°346, 03/2022, 711 p.  (ISBN 979-10-339-1218-7)

#### Romans indépendants
- Angemort (Roman fantastique) - Prix Merlin 2007
  - Oulon : Nuit d'avril n° 20, 09/2006, 231 p.  (ISBN 978-2-35072-027-2)
  - Paris : Pré-aux-Clercs, 03/2013, 300 p.  (ISBN 978-2-84228-376-6)
- Avec tes yeux (Thriller)
  - Paris : Presses de la Cité, coll. "Sang d'encre", 10/2015, 549 p.  (ISBN 978-2-258-11568-2)
  - Audible, 2015
  - Paris : France Loisirs, 2016, 621 p.  (ISBN 978-2-298-11559-8)
  - Paris : Pocket Thriller n° 16699, 03/2017, 625 p.  (ISBN 978-2-266-26944-5)
  - Paris : Le Livre de Poche Thriller n° 37522, 03/2024, 631 p.  (ISBN 978-2-253-19588-7)
- Du feu de l'enfer (Thriller)
  - Paris : Presses de la Cité, coll. "Sang d'encre", 03/2017, 555 p.  (ISBN 978-2-258-11569-9)
  - Paris : France Loisirs, 2018, 682 p.  (ISBN 978-2-298-13808-5)
  - Paris : Pocket Thriller n° 17192, 03/2018, 661 p.  (ISBN 978-2-266-28434-9)
  - Paris : Le livre de poche Policier n° 36991, 08/2023, 665 p.  (ISBN 978-2-253-19587-0)
- Vindicta (Thriller)
  - Paris : Cosmopolis, coll. "Thriller", 03/2019, 577 p.  (ISBN 978-2-90232-400-2)
  - Paris : HarperCollins, coll. "HarperCollins Poche Noir" n° 265, 05/2021, 789 p.  (ISBN 979-10-339-0934-7)
  - Paris : HarperCollins, coll. "HarperCollins Poche Noir" n° 265, 11/2022, 789 p.  (ISBN 979-10-339-1312-2)
- La Saignée (Thriller) - Prix des lecteurs du Livre de Poche 2023 (catégorie polar)
  - Paris : Fayard, coll. "Fayard noir", 09/2021, 550 p.  (ISBN 978-2-213-72108-8)
  - Paris : Le Livre de Poche Thriller n° 36606, 08/2023, 663 p.  (ISBN 978-2-253-94014-2)
- Survivantes (Thriller)
  - Neuilly-sur-Seine : Michel Lafon, 01/2025, 461 p.  (ISBN 978-2-7499-6007-4)

### Recueils de nouvelles
- (fr) Religere - Nouvelles fantastiques, Auto-édité, 1998
- (fr) Melancholia - Nouvelles fantastiques, Auto-édité, 1999
- (fr) Nécromantisme -  Nouvelles fantastiques, Auto-édité, 2000
- (fr) Muses -  Nouvelles fantastiques, Auto-édité, 2001

- Déchirures (recueil de 9 nouvelles fantastiques) - Coup de Cœur 2006 des Bibliothèques de Paris
  - Oulon : Nuit d'avril, coll. "Nouvelles", 04/2005, 249 p.  (ISBN 2-35072-004-7)
  - Oulon : Nuit d'avril n° 6, 10/2005, 240 p.  (ISBN 2-35072-012-8)
  - Paris : Pré-aux-Clercs, 11/2010, 249 p.  (ISBN 978-2-84228-374-2)

- Dreamworld (recueil de 9 nouvelles fantastiques)
  - Oulon : Nuit d'avril n° 30, 10/2007, 257 p.  (ISBN 978-2-35072-037-1)
  - Paris : Pré-aux-Clercs, 11/2009, 282 p.  (ISBN 978-2-84228-375-9)

### Direction d'anthologie
- Polar / textes réunis par Sire Cédric. Montpellier : Oxymore, coll. "Emblèmes" n° 12, 03/2004, 160 p.  (ISBN 2-913939-36-8)

### Beaux livres
- Hellfest : le festival raconté par les groupes / avec Isabelle Marcelly, préface de Tobias Forge.
  - Paris : Gründ, 10/2019, 304 p.  (ISBN 978-2-32402-410-8)
  - Paris : Gründ, 09/2022, 336 p.  (ISBN 978-2-32403-203-5). Nouvelle édition augmentée.

### Nouvelles
- Tous les régimes du monde, dans Déguster le noir, anthologie sous la direction d'Yvan Fauth. Paris : Belfond, coll. "Belfond noir", 06/2023, p. 35-54.  (ISBN 978-2-7144-9749-9)
- Le Diable m'a dit..., dans Écouter le noir, anthologie sous la direction d'Yvan Fauth. Paris : Belfond, coll. "Belfond noir", 05/2019, p. 255-279.  (ISBN 978-2-7144-8189-4)
- Regarde Lucie faire, dans La nouvelle du lendemain, anthologie numérique organisée pendant le confinement par la Ligue de l’Imaginaire, le festival Lisle noir et Cultura, 05/2020[14].
- Succube, dans Le Bestiaire Fantastique Tome 2. Paris : L'Œil du Sphinx, coll. "Dragon & Microchips" n° 20, 12/2003, p. 95-99. Reprise dans Les Dames Baroques / anthologie composée par Estelle Valls de Gomis. Logonna-Daoulas : Éditions du Riez,  coll. "Brumes Étranges", 11/2010, p. 139-149.  (ISBN 978-2-918719-08-3)